# Daphne gnidioides
Daphne gnidioides ist eine Pflanzenart aus der Gattung Seidelbast (Daphne).

## Beschreibung
Daphne gnidioides ist ein immergrüner, reich verzweigter Strauch, der Wuchshöhen von 50 bis 350 Zentimeter erreicht. Die Zweige sind lang und kräftig. Junge Triebe sind flaumig. 
Die wechselständigen und kurz gestielten Laubblätter messen 25 bis 45 × 4 bis 9 Millimeter und sind blaugrün, schmal verkehrt-eiförmig, -eilanzettlich bis schmal-elliptisch und riechen nach Teer. Sie sind ledrig, meist kahl, ganzrandig, spitz bis stumpf und stachelspitzig.
Die meist end- oder achselständigen, dichten Knäuel bestehen aus bis zu 18 Blüten und haben wenige und meist abfallende Tragblätter. Die leicht duftenden, vierzähligen und kurz gestielten Blüten mit einfacher Blütenhülle sind zwittrig, die Kronblätter fehlen. Der röhrige, weiß-gelbe Blütenbecher ist außen dicht behaart. Die kronblattähnlichen Kelchblätter sind etwas kürzer, länglich, stumpf und außen behaart sowie weiß oder rosa. Die fast sitzenden, 8 kurzen Staubblätter in zwei Kreisen sind am Schlund inseriert. Der dicht behaarte Fruchtknoten ist mittelständig mit fast sitzender Narbe.
Die rundliche bis eiförmige, orange-rote, etwa 8–9 Millimeter große, einsamige Steinfrucht oder Beere mit Perianthresten ist lederig und kaum fleischig. 
Die Blütezeit reicht von September bis November.

## Vorkommen
Daphne gnidioides ist im nordöstlichen Mittelmeerraum verbreitet und kommt in Olivenhainen, Phrygana, Sandküsten und Felsspalten sowie Felsfüßen vor. Die Vorkommen auf Kreta liegen in Höhenlagen von 5 bis 150 Meter. Sie kommt vor in Griechenland, in der Ägäis, in der Türkei und im Libanon.